# 91 км (платформа)
91 кіломе́тр — пасажирський залізничний зупинний пункт Дніпровської дирекції залізничних перевезень Придніпровської залізниці.
Розташований неподалік від села Олефірівка Петропавлівський район Дніпропетровської області на лінії Роз'їзд № 5 — Павлоград I між станціями Богуславський (5 км) та Миколаївка-Донецька (23 км).
Станом на лютий 2020 року щодня дві пари електропоїздів прямують за напрямком Дніпро-Головний/Краматорськ — Роз'їзд № 5/Покровськ, проте не зупиняються.